# Championnats du monde de triathlon 2007
Les Championnats du monde de triathlon 2007 présentent les résultats des championnats mondiaux de Triathlon en 2007 organisés par la fédération internationale de triathlon.
Ces 19e championnats se sont déroulés s'est déroulé à Hambourg en Allemagne le 30 août 2007.

## Résultats

### Élite

#### Hommes
| Rang   | Athlète         | Nationalité      | Natation    | T1   | Vélo        | T2   | Course à pied | Temps           |
| ------ | --------------- | ---------------- | ----------- | ---- | ----------- | ---- | ------------- | --------------- |
| Or     | Daniel Unger    | Allemagne        | 17 min 38 s | 36 s | 54 min 55 s | 19 s | 29 min 47 s   | 1 h 43 min 18 s |
| Argent | Javier Gómez    | Espagne          | 17 min 06 s | 38 s | 55 min 32 s | 20 s | 29 min 42 s   | 1 h 43 min 22 s |
| Bronze | Brad Kahlefeldt | Australie        | 17 min 47 s | 36 s | 54 min 46 s | 18 s | 30 min 05 s   | 1 h 43 min 35 s |
| 4      | Simon Whitfield | Canada           | 17 min 23 s | 46 s | 55 min 04 s | 19 s | 30 min 08 s   | 1 h 43 min 40 s |
| 5      | William Clarke  | Royaume-Uni      | 17 min 38 s | 43 s | 54 min 50 s | 20 s | 30 min 11 s   | 1 h 43 min 44 s |
| 6      | Jan Frodeno     | Allemagne        | 17 min 38 s | 38 s | 54 min 53 s | 17 s | 30 min 29 s   | 1 h 43 min 57 s |
| 7      | Terenzo Bozzone | Nouvelle-Zélande | 17 min 30 s | 36 s | 55 min 04 s | 20 s | 30 min 31 s   | 1 h 44 min 04 s |
| 8      | Stuart Hayes    | Royaume-Uni      | 17 min 39 s | 37 s | 54 min 53 s | 19 s | 30 min 37 s   | 1 h 44 min 07 s |
| 9      | Bevan Docherty  | Nouvelle-Zélande | 17 min 43 s | 41 s | 54 min 46 s | 19 s | 30 min 49 s   | 1 h 44 min 22 s |
| 10     | Tim Don         | Royaume-Uni      | 17 min 43 s | 35 s | 54 min 53 s | 20 s | 30 min 54 s   | 1 h 44 min 27 s |

#### Femmes
| Rang   | Athlète           | Nationalité | Natation    | T1   | Vélo            | T2   | Course à pied | Temps           |
| ------ | ----------------- | ----------- | ----------- | ---- | --------------- | ---- | ------------- | --------------- |
| Or     | Vanessa Fernandes | Portugal    | 18 min 10 s | 40 s | 1 h 01 min 06 s | 26 s | 33 min 02 s   | 1 h 53 min 27 s |
| Argent | Emma Snowsill     | Australie   | 18 min 13 s | 48 s | 1 h 02 min 05 s | 27 s | 32 min 54 s   | 1 h 54 min 31 s |
| Bronze | Laura Bennett     | États-Unis  | 18 min 00 s | 37 s | 1 h 01 min 16 s | 20 s | 34 min 20 s   | 1 h 54 min 37 s |
| 4      | Emma Moffatt      | Australie   | 18 min 03 s | 40 s | 1 h 01 min 12 s | 20 s | 34 min 34 s   | 1 h 54 min 54 s |
| 5      | Ricarda Lisk      | Allemagne   | 18 min 07 s | 40 s | 1 h 01 min 05 s | 20 s | 34 min 44 s   | 1 h 54 min 59 s |
| 6      | Anja Dittmer      | Allemagne   | 18 min 38 s | 43 s | 1 h 01 min 39 s | 20 s | 33 min 37 s   | 1 h 55 min 04 s |
| 7      | Magali Messmer    | Suisse      | 17 min 57 s | 40 s | 1 h 01 min 17 s | 23 s | 34 min 50 s   | 1 h 55 min 09 s |
| 8      | Joelle Franzmann  | Allemagne   | 17 min 56 s | 36 s | 1 h 01 min 24 s | 24 s | 34 min 52 s   | 1 h 55 min 15 s |
| 9      | Jessica Harrison  | France      | 18 min 06 s | 39 s | 1 h 01 min 09 s | 24 s | 35 min 07 s   | 1 h 55 min 26 s |
| 10     | Sarah Haskins     | États-Unis  | 17 min 56 s | 45 s | 1 h 01 min 14 s | 30 s | 35 min 01 s   | 1 h 55 min 27 s |

### Moins de 23 ans

#### Hommes
| Rang   | Athlète               | Nationalité | Natation    | T1   | Vélo            | T2   | Course à pied | Temps           |
| ------ | --------------------- | ----------- | ----------- | ---- | --------------- | ---- | ------------- | --------------- |
| Or     | Gregor Buchholz       | Allemagne   | 18 min 18 s | 37 s | 59 min 22 s     | 20 s | 30 min 51 s   | 1 h 49 min 31 s |
| Argent | Brendan Sexton        | Australie   | 17 min 55 s | 46 s | 59 min 33 s     | 20 s | 30 min 57 s   | 1 h 49 min 33 s |
| Bronze | Ivan Vasiliev         | Russie      | 17 min 19 s | 36 s | 1 h 00 min 20 s | 25 s | 30 min 57 s   | 1 h 49 min 40 s |
| 4      | Ritchie Nicholls      | Royaume-Uni | 18 min 36 s | 48 s | 58 min 58 s     | 20 s | 30 min 59 s   | 1 h 49 min 44 s |
| 5      | Sebastian Rank        | Allemagne   | 17 min 24 s | 40 s | 1 h 00 min 11 s | 25 s | 31 min 04 s   | 1 h 49 min 46 s |
| 6      | Thomas Springer       | Allemagne   | 17 min 42 s | 41 s | 59 min 50 s     | 20 s | 31 min 20 s   | 1 h 49 min 59 s |
| 7      | David Hauss           | France      | 17 min 23 s | 40 s | 1 h 00 min 11 s | 19 s | 31 min 25 s   | 1 h 50 min 00 s |
| 8      | Helge Muetschard      | Allemagne   | 17 min 33 s | 36 s | 59 min 46 s     | 20 s | 32 min 08 s   | 1 h 50 min 31 s |
| 9      | Alexander Bryukhankov | Russie      | 17 min 22 s | 41 s | 1 h 00 min 12 s | 30 s | 31 min 49 s   | 1 h 50 min 36 s |
| 10     | Charles Rusterholz    | Suisse      | 17 min 57 s | 33 s | 59 min 43 s     | 23 s | 32 min 21 s   | 1 h 51 min 00 s |

#### Femmes
| Rang   | Athlète                | Nationalité      | Natation    | T1   | Vélo            | T2   | Course à pied | Temps           |
| ------ | ---------------------- | ---------------- | ----------- | ---- | --------------- | ---- | ------------- | --------------- |
| Or     | Lisa Nordén            | Suède            | 18 min 34 s | 45 s | 1 h 06 min 23 s | 20 s | 35 min 19 s   | 2 h 01 min 24 s |
| Argent | Jasmine Oeinck         | États-Unis       | 18 min 06 s | 45 s | 1 h 05 min 45 s | 25 s | 37 min 09 s   | 2 h 02 min 15 s |
| Bronze | Renata Koch            | Hongrie          | 19 min 29 s | 50 s | 1 h 06 min 41 s | 27 s | 35 min 11 s   | 2 h 02 min 40 s |
| 4      | Rosie Clarke           | Royaume-Uni      | 18 min 34 s | 50 s | 1 h 06 min 19 s | 28 s | 36 min 33 s   | 2 h 02 min 45 s |
| 5      | Anastasiya Polyanskaya | Russie           | 18 min 30 s | 47 s | 1 h 06 min 24 s | 26 s | 37 min 34 s   | 2 h 03 min 43 s |
| 6      | Keiko Tanaka           | Japon            | 18 min 38 s | 43 s | 1 h 06 min 20 s | 27 s | 37 min 38 s   | 2 h 03 min 49 s |
| 7      | Kathrin Müller         | Allemagne        | 18 min 38 s | 51 s | 1 h 07 min 22 s | 23 s | 36 min 48 s   | 2 h 04 min 07 s |
| 8      | Kelly Bruce            | Nouvelle-Zélande | 18 min 38 s | 40 s | 1 h 06 min 26 s | 27 s | 38 min 07 s   | 2 h 04 min 21 s |
| 9      | Samantha Beenie        | Australie        | 18 min 41 s | 47 s | 1 h 07 min 31 s | 37 s | 37 min 15 s   | 2 h 04 min 54 s |
| 10     | Camille Cierpik        | France           | 18 min 30 s | 43 s | 1 h 07 min 42 s | 26 s | 37 min 37 s   | 2 h 05 min 02 s |

### Junior

#### Hommes
| Rang   | Athlète           | Nationalité | Natation   | T1   | Vélo        | T2   | Course à pied | Temps       |
| ------ | ----------------- | ----------- | ---------- | ---- | ----------- | ---- | ------------- | ----------- |
| Or     | Aurélien Raphaël  | France      | 8 min 52 s | 36 s | 28 min 27 s | 19 s | 15 min 26 s   | 53 min 43 s |
| Argent | Alistair Brownlee | Royaume-Uni | 9 min 03 s | 40 s | 29 min 03 s | 21 s | 14 min 59 s   | 54 min 09 s |
| Bronze | Vincent Luis      | France      | 8 min 54 s | 35 s | 28 min 27 s | 20 s | 15 min 55 s   | 54 min 14 s |
| 4      | Artem Parienko    | Russie      | 9 min 22 s | 46 s | 28 min 55 s | 20 s | 15 min 06 s   | 54 min 31 s |
| 5      | Denis Vasiliev    | Russie      | 8 min 58 s | 39 s | 28 min 20 s | 23 s | 16 min 18 s   | 54 min 40 s |
| 6      | Joshua Amberger   | Australie   | 8 min 50 s | 43 s | 28 min 23 s | 21 s | 16 min 27 s   | 54 min 46 s |
| 7      | Giulio Molinari   | Italie      | 8 min 56 s | 39 s | 28 min 22 s | 20 s | 16 min 30 s   | 54 min 50 s |
| 8      | João Silva        | Portugal    | 9 min 04 s | 45 s | 29 min 12 s | 19 s | 15 min 37 s   | 54 min 59 s |
| 9      | Étienne Diemunsch | France      | 9 min 35 s | 39 s | 29 min 14 s | 20 s | 15 min 10 s   | 55 min 01 s |
| 10     | Samuel Betten     | Australie   | 9 min 18 s | 39 s | 29 min 08 s | 20 s | 15 min 43 s   | 55 min 11 s |

#### Femmes
| Rang   | Athlète             | Nationalité | Natation    | T1   | Vélo        | T2   | Course à pied | Temps           |
| ------ | ------------------- | ----------- | ----------- | ---- | ----------- | ---- | ------------- | --------------- |
| Or     | Hollie Avil         | Royaume-Uni | 9 min 38 s  | 46 s | 32 min 29 s | 30 s | 16 min 17 s   | 59 min 43 s     |
| Argent | Ashleigh Gentle     | Australie   | 9 min 57 s  | 47 s | 32 min 14 s | 24 s | 16 min 30 s   | 59 min 54 s     |
| Bronze | Rebecca Robisch     | Allemagne   | 10 min 01 s | 45 s | 32 min 08 s | 23 s | 16 min 51 s   | 1 h 00 min 10 s |
| 4      | Yuliya Yelistratova | Ukraine     | 10 min 09 s | 50 s | 31 min 55 s | 26 s | 17 min 14 s   | 1 h 00 min 36 s |
| 5      | Zsófia Tóth         | Hongrie     | 10 min 13 s | 51 s | 31 min 51 s | 20 s | 17 min 24 s   | 1 h 00 min 43 s |
| 6      | Paula Findlay       | Canada      | 9 min 38 s  | 48 s | 32 min 31 s | 27 s | 17 min 26 s   | 1 h 00 min 52 s |
| 7      | Kirsty McWilliam    | Royaume-Uni | 10 min 19 s | 48 s | 31 min 45 s | 28 s | 17 min 30 s   | 1 h 00 min 55 s |
| 8      | Charlotte Morel     | France      | 10 min 14 s | 46 s | 31 min 53 s | 25 s | 17 min 39 s   | 1 h 00 min 58 s |
| 9      | Anja Knapp          | Allemagne   | 10 min 25 s | 46 s | 31 min 47 s | 26 s | 17 min 44 s   | 1 h 01 min 08 s |
| 10     | Zsófia Kovács       | Hongrie     | 09 min 58 s | 46 s | 32 min 18 s | 23 s | 17 min 43 s   | 1 h 01 min 12 s |

## Tableau des médailles
| Rang  | Nation      | Or | Argent | Bronze | Total |
| ----- | ----------- | -- | ------ | ------ | ----- |
| 1     | Allemagne   | 2  | 0      | 1      | 3     |
| 2     | Royaume-Uni | 1  | 1      | 0      | 2     |
| 3     | France      | 1  | 0      | 1      | 2     |
| 4     | Portugal    | 1  | 0      | 0      | 1     |
| -     | Suède       | 1  | 0      | 0      | 1     |
| 6     | Australie   | 0  | 3      | 1      | 4     |
| 7     | États-Unis  | 0  | 1      | 1      | 2     |
| 8     | Espagne     | 0  | 1      | 0      | 1     |
| 9     | Hongrie     | 0  | 0      | 1      | 1     |
| -     | Russie      | 0  | 0      | 1      | 1     |
| Total | Total       | 6  | 6      | 6      | 18    |